# Villa Lorraine

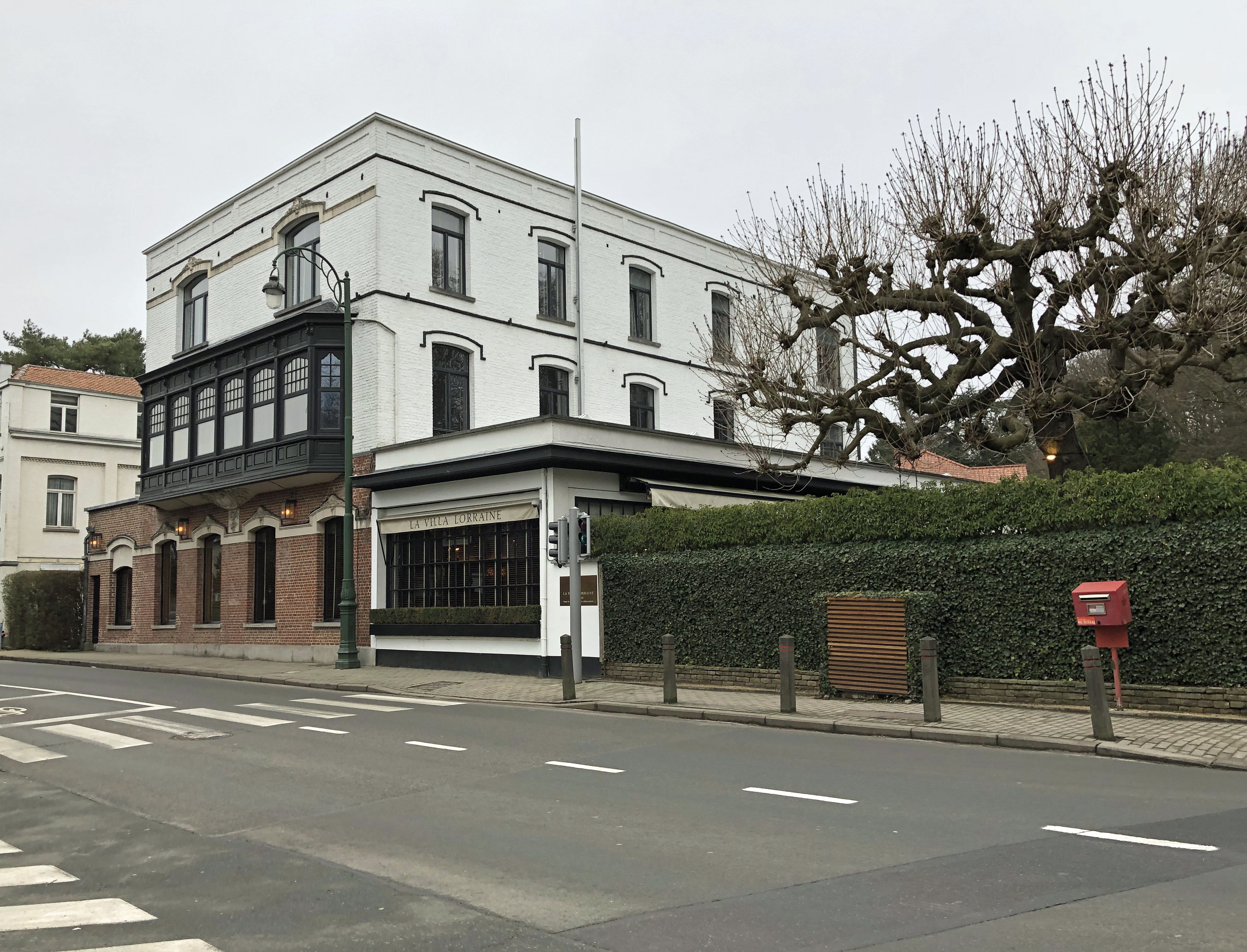
La Villa Lorraine

Die Villa Lorraine ist ein Gourmetrestaurant im Süden von Brüssel, das es schon im 19. Jahrhundert gab und 1972 als erstes außerhalb Frankreichs mit drei Michelinsternen ausgezeichnet wurde. Heute hat es unter Yves Mattagne zwei Michelinsterne.  

## Geschichte
Das Restaurant existierte schon im 19. Jahrhundert. 1939 wurde es mit einem Michelinstern ausgezeichnet. 1953 wurde das Restaurant von Marcel Kreusch (1914–1984) übernommen und 1960 mit zwei Michelinsternen ausgezeichnet. 1968 wurde Camille Lurkin Chefkoch. Um 1970 kochte Eckart Witzigmann hier.
1972 war es das erste nicht-französische Restaurant, das vom Guide Michelin drei Sterne erhielt.
Anfang der 1980er Jahre wurde Freddy Vandecasserie Küchenchef, der seit Ende der 1950er Jahre im Unternehmen tätig war. Als der Besitzer Kreusch 1984 starb, wurde La Ville Lorraine 1985 auf zwei Sterne zurückgestuft, 1997 auf einen. Sein Sohn Patrick wurde Küchenchef; im November 2005 verlor die Villa den letzten Stern. Dem Restaurant wurde vorgeworfen, sich nicht mit den veränderten kulinarischen Erwartungen weiterentwickelt zu haben. Im Jahr 2010 wurde das Unternehmen verkauft; Vater und Sohn Vandecasseries blieben als Köche tätig. 2012 wurde Alain Bianchin Küchenchef, und 2013 wurde das Restaurant wieder mit einem Michelinstern ausgezeichnet. 
Seit 2020 ist Yves Mattagne Küchenchef, und ab 2022 wurde das Restaurant wieder mit zwei Michelinsternen ausgezeichnet und führt die Rangliste Brüsseler Restaurants an.
Es ist ein luxuriöses, urbanes Restaurant im Designer-Stil.